# Pervomaiske (huyện)
Huyện Pervomaiske (tiếng Ukraina: Первомайський район, chuyển tự: Pervomaiskes’kyi raion) là một huyện của Krym. Huyện Pervomaiske có diện tích 1474 km², dân số theo điều tra dân số ngày 5 tháng 12 năm 2001 là 40349 người với mật độ 27 người/km2. Trung tâm huyện nằm ở Pervomaiske.